# Unterfeuchtenbach
Unterfeuchtenbach ist eine Rotte in der Gemeinde Altenfelden in Oberösterreich (Bezirk Rohrbach). Die Ortschaft hat 66 Einwohner (Stand 1. Jänner 2024).

## Geographie
Unterfeuchtenbach liegt gut 2 Kilometer nordöstlich des Marktplatzes von Altenfelden. Die Ortschaft ist vom Zentrum von Altenfelden über die Rohrbacher Straße (B 127) und den Weiler Starling und das Dorf Oberfeuchtenbach bzw. über die Veldenstraße (L 1518) und Neufelden sowie die Ortschaft Langhalsen erreichbar. Nachbarorte von Unterfeuchtenbach sind Pürnstein im Nordosten, Steingrub im Osten, Erdmannsdorf und Plankenberg im Südosten, Neufelden im Süden (alle Gemeinde Neufelden und von Unterfeuchtenbach durch die Große Mühl getrennt), Langhalsen im Süden, Freileben im Westen, Fraunschlag und Starling im Nordwesten und Oberfeuchtenbach im Norden.
Unterfeuchtenbach ist von landwirtschaftlichen Nutzflächen umgeben, wobei im Westen und Südwesten ein größeres Waldstück besteht, dass die Grenze zu Fraunschlag, Freileben und Altenfelden bildet. Im Süden reicht die Ortschaft bis an die Gemeindegrenze zu Neufelden, im Süden und Osten zudem bis zur Großen Mühl. Unterfeuchtenbach besteht dabei aus gut einem Dutzend Hausnummern die eine Art Zentrum der Ortschaft rund um einige Bauernhöfe bilden sowie einer Häusergruppe von einem halben Dutzend Häusern an der Grenze zu Neufelden. Zudem befinden sich auch nahe bzw. an der Großen Mühl verstreut einzelne Häuser. Für Unterfeuchtenbach wurden 2001 insgesamt 21 Gebäude gezählt, wobei 18 Gebäude über einen Hauptwohnsitz verfügten und 28 Wohnungen bzw. 23 Haushalte bestanden.

## Geschichte und Bevölkerung
Feuchtenbach wurde 1140 erstmals urkundlich erwähnt. Entstanden könnte Feuchtenbach bereits gemeinsam mit dem Kirchort Altenfelden zwischen 1100 und 1200 sein. Der Ortsname wird von einem mit „Feichten“ (Fichten) bestandenen Bach abgeleitet.
In Unterfeuchtenbach bestanden 1788 12 Häuser. 1869 lebten hier 73 Menschen in 14 Häusern. Bis zum Jahr 1910 stieg die Einwohnerzahl leicht an, wobei in diesem Jahr 89 Einwohner in 15 Häuser gezählt wurden. Die Bevölkerung der als Dorf bezeichneten Siedlung war dabei ausschließlich katholisch. 1923 lag die Einwohnerzahl bei 85 Menschen, wobei die Gebäudezahl gleich geblieben war. Jedoch unterschied die Statistik zwischen der Rotte aus sechs Häusern mit 41 Einwohnern und einem Einzelhof mit 11 Einwohnern. 1951 lebten 88 Menschen in 13 Häusern in Unterfeuchtenbach, wobei hier zwischen dem Weiler Unterfeuchtenbach mit 853 Einwohnern in sieben Häusern und der Streusiedlung aus sechs Häusern mit 28 Einwohnern unterschieden wurde. Auch bis 1971 änderte sich an diesen Zahlen, wobei Unterfeuchtenbach in diesem Jahr 84 Einwohner und 14 Gebäude aufwies. Dabei verteilten sich 50 Einwohner und acht Häuser auf den Weiler und 34 Einwohner mit sechs Häusern auf die Streusiedlung. Danach begann die Einwohnerzahl zu sinken. 1981 lebten in Unterfeuchtenbach 68 Einwohner, wobei der Weiler zehn Gebäude mit 43 Einwohnern und die Streusiedlung neun Gebäude mit 25 Einwohnern umfasste. Nachdem sich die Zahl der Bewohner 1991 nochmals auf 82 in 21 Häusern erholt hatte, sank die Bevölkerungszahl dann 2001 auf 66 Einwohner in 21 Häusern, 2011 waren es nur noch 60 Einwohner.

## Bauwerke
In Unterfeuchtenbach besteht neben dem Haus Nr. 2 eine barocke Dreifaltigkeitssäule die mit der Jahreszahl 1706 bezeichnet war und 1722 bzw. 1848 renoviert wurde. Die Dreifaltigkeitssäule besteht dabei aus einem hochrechteckigen Sockel, einer toskanischen Säule und einem figürlichen Gnadenstuhl. Zudem besteht vor dem Haus Nr. 4 ein Breitpfeiler, der mit der Jahreszahl 1847 bezeichnet ist.